# Claude Villers
Pour les articles homonymes, voir Villers.
Claude Villers, né Claude Marx le 22 juillet 1944 à Everly en Seine-et-Marne et mort le 16 décembre 2023 à Saint-Médard-de-Mussidan en Dordogne, est un journaliste et homme de radio et de télévision français.
La majeure partie de sa carrière radiophonique s'effectue à France Inter où il est successivement auteur de sketches, animateur et producteur. Par ailleurs, il est écrivain et voyageur, passionné de trains, de paquebots, de voyages et d'aventures.

## Biographie

### Formation et débuts
Fils d'un ouvrier massicotier et d'une mère dactylo, Claude Villers quitte très jeune Barly, commune du Pas-de-Calais où il a grandi, et fait mille métiers : employé de banque au Crédit lyonnais pendant deux mois à 14 ans, catcheur de foire (1959, avec comme surnom « l'homme au masque de soie »), avant d'obtenir en 1961, à 17 ans et demi, sa carte de presse. Il est alors le plus jeune journaliste de France.

### Carrière dans les médias
Claude Villers fait ses débuts en 1961 dans la presse écrite notamment à Paris-Jour, Radio-Télé Magazine, La Presse, Plexus, Paris-Presse. Il commence à travailler à la radio en 1962, avant d'arriver à l'ORTF en 1964, où il participe à la création du Pop-Club avec José Artur, émission qui amène de la « musique de sauvages » à l'antenne. Il est également correspondant à New York et produit de nombreuses émissions. Il couvre le festival de Woodstock, malgré l'opposition de ses supérieurs hiérarchiques.
Entre 1972 et 1989, Claude Villers produit et présente des émissions, réalise des documentaires et des films pour de grandes chaînes de télévision. Il est une des grandes voix de France Inter, qu'il fait entendre comme animateur d'émissions telles que Pas de panique, Marche ou rêve et dans son rôle du président du Tribunal des flagrants délires.
Il apparaît occasionnellement à la télévision pendant les années 1970, notamment dans des émissions portant sur ses passions : la musique américaine, les voyages. À partir de 1980 il est présent chaque semaine pour animer une émission-jeu de Jean Frapat : Télétests. L'adaptation télé des Flagrants délires pour Antenne 2 se heurtant à une forme de censure, il abandonne rapidement. En 1982, il lance une émission de cinéma : Ciné-Parade. Il participe à Merci Bernard. Le 1er janvier 1984, il assure à Paris la présentation de l'émission Good Morning, Mr. Orwell (en) organisée par l'artiste Nam June Paik et diffusée dans plusieurs pays simultanément. En 1986, pour France 3 Grand Est[Quoi ?], il présente une émission hebdomadaire consacrée aux cuisines du monde.
En 1981, Claude Villers intègre la radio RMC en tant que directeur des programmes. Ce faisant, il rejoint son ami et confrère Jean-Claude Héberlé. Mais l'expérience tourne court : quand Villers constate que les deux hommes n'auront pas la liberté souhaitée, il souhaite se désengager. Lié par son contrat, il parvient néanmoins à  négocier un changement d'emploi. Pendant une année, il produit l'émission quotidienne Le Vent du désert : le tour des États-Unis en train.
À la rentrée de 1982, il revient sur France Inter et reprend le Tribunal des flagrants délires, qu'il avait abandonné en plein succès. Dans les années qui suivent, il change plusieurs fois de radio. Il quitte de nouveau France Inter sur un désaccord, travaille un temps avec Jean-Marie Cavada pour une version privée des Flagrants délires, se pose un temps à France Culture, revient à Inter, qu'il quitte à nouveau avant de la retrouver après une autre aventure.
En juillet 1986, toujours passionné de voyages et d'aventures, Claude Villers fonde Pacific FM, « la radio voyage » comme il aime le dire dans son émission matinale. Mais les raisons de ces changements ne sont pas seulement à chercher dans les vicissitudes du métier. Il a depuis longtemps reconnu ou déclaré cette manie de la bougeotte, arrêtant notamment toujours assez tôt chacune de ses formules d'émission, avant qu'elles ne commencent à se dégrader.
Claude Villers prend sa retraite le 27 juin 2004, la même année, il publie son autobiographie radiophonique Parole de rêveur : quarante ans de radio aux éditions Le Pré aux clercs.
Claude Villers est membre de l'Académie Alphonse-Allais.

### Cinéma et bande-dessinée
Occasionnellement acteur, Claude Villers écrit également des scénarios de films.
En 1976, 1979 et 1993, il est membre du jury du festival d'Angoulême, où ont été primés, entre autres, La Ballade de la mer salée d'Hugo Pratt, Maus d'Art Spiegelman et Saigon - Hanoï de Cosey.
En 1997 et 1998, il est président d'honneur des 13e et 14e Salon du Livre maritime à Concarneau.

### Mort
Depuis la fin des années 1980, Claude Villers vivait à Pessac-sur-Dordogne, en Gironde. Admis dans une maison de convalescence de Saint-Médard-de-Mussidan, en Dordogne, il subit plusieurs opérations puis meurt le 16 décembre 2023 à l'âge de 79 ans. Il est inhumé dans l'intimité le 22 décembre au cimetière de Pessac-sur-Dordogne.

## Quelques émissions

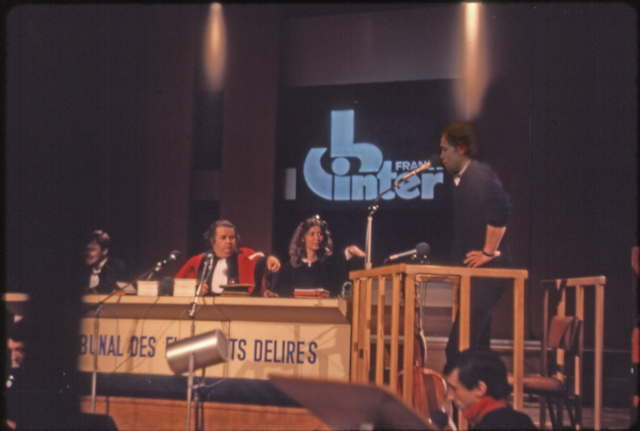
Claude Villers en président du Tribunal des flagrants délires sur France Inter avec l'« accusé » Patrick Dewaere à droite et Luis Rego en bas à droite, le 17 octobre 1980.

- L'Équipe no 1, avec Jean Yanne et Jacques Martin.
- RTL.
- ORTF puis Radio France : France Inter.
  - Le Pop-Club de José Artur.
  - À plus d'un titre (1971).
  - Pas de panique (1972), avec comme musique générique le titre Jessica des Allman Brothers Band.
  - Marche ou rêve (1976).
  - Comme on fait sa nuit on se couche (1978).
  - La vie des Français sous l'occupation avec Henri Amouroux (1979).
  - Le Tribunal des flagrants délires (1980 à 1983).
  - Bienvenue au Paradis (1988 à 1990), reprise du Tribunal des flagrants délires, Yvan Dautin tenant le rôle du procureur.
  - Le Vrai-faux journal de France Inter (1991).
  - Marchands d'histoires (1992 à 1995).
  - Les routes du rêve (1995).
  - Tous aux abris, où il joue le rôle du préfet Pimpon (1996).
  - Je vous écris du plus lointain de mes rêves (producteur et présentateur de 1997 à 2004).

## Publications
- La Route de l'or, récits, éd. Jean-Claude Simoen.
- Les Pensées de Francis Blanche, éd. du Cherche-Midi.
- Normandie, la vie à bord du paquebot, éd. Hersher-Flammarion.
- Le Cœur gros, traité de grossitude, avec Jean-Jacques Bernard, Les Presses de la Cité, 1990.
- Le Vrai-faux Journal, Ill. de Dollone, Les Presses de la Cité, 1991.
- Marchand d'histoires 1 : Les Grands Voyageurs, en collaboration avec Christian Clères et Renaud Alberny, Presses de la Cité, 1993 et Pocket 1995.
- Marchand d'histoires 2 : Les Grands Aventuriers, en collaboration avec Christian Clères et Renaud Alberny, éd. Hors Collection, 1994, et Pocket 1996.
- Claude Villers raconte les grandes stars du cinéma, éd. Hors Collection, 1994.
- Marchand d'histoires 3 : Les Grandes Stars du cinéma, en collaboration avec Christian Clères et Renaud Alberny, Les Presses de la Cité, 1995, et Pocket 1997.
- Marchand d'histoires 4 : Les Voyageurs du rêve, en collaboration avec Christian Clères et Renaud Alberny, Le Pré aux Clercs, 1996, et Pocket 1999.
- La France paysanne, avec Jean-Bernard Naudin, Scala, 1996, rééd. 2001.
- France, un rêve de géant, avec Christian Clères, Glénat, 1996.
- Marchand d'histoires 5 : Dans le secret des grands écrivains, en collaboration avec Christian Clères et Renaud Alberny, 1997.
- Marchand d'histoires 6 : Les Écrivains du rêve, en collaboration avec Christian Clères et Renaud Alberny, Le Pré aux Clercs, 1998.
- Châteaux en Amérique, avec Catherine Cabrol, éd. Glénat, 1998.
- La France à toute vapeur, avec Patrick Delance, éd. du Chêne, 1999.
- Francis Blanche, le tonton flingué, Denoël, 2000, prix de l’humour 2002, décerné par l’Association des écrivains de langue française.
- Amours… (histoires simples), avec Christian Clères, Le Pré aux Clercs, 2001.
- Tous les jours dimanche, entretiens avec Robert Doisneau, Hors collection, 2001.
- Parole de rêveur (Quarante ans de radio), Le Pré aux Clercs, 2004.
- Au nord du monde (À bord de l'express côtier norvégien), Denoël, 2005.
- … Parigot, tête de veau (La mémoire amoureuse d'un Parisien), Denoël, 2005.
- La Gauche la plus bête du monde ?, avec Razzy Hammadi, Éditions Fetjaine, 2008.
- Ils nous ont fait rire aux larmes, avec Christian Clères, L'Archipel, 2008.
- Le Nord du nord, Denoël, 2009.
- Le Tribunal des flagrants délires, Denoël, 2009.
- À bord du France, 2011.
- Commentaire de Élisée Reclus, Introduction à la Nouvelle géographie universelle, coll. Quoi de neuf ?, Elytis, 2014.

## Filmographie

### Cinéma
- 1974 : L'Horloger de Saint-Paul, de Bertrand Tavernier : un ami au restaurant.
- 1977 : La Nuit de Saint-Germain-des-Prés, de Bob Swaim, avec Michel Galabru.
- 1978 : Le beaujolais nouveau est arrivé, de Jean-Luc Voulfow.
- 1981 : Signé Furax, de Marc Simenon : le planton qui demande le mot de passe
- 1982 : La Balance, de Bob Swaim : le patron de « l'Oasis ».
- 1984 : La Smala, de Jean-Loup Hubert : le flic raciste, le brigadier.
- 1984 : L'Amour en douce d'Édouard Molinaro : Mario.
- 1986 : Escort Girl / Half Moon Street, de Bob Swaim.
- 1987 : Poule et frites de Luis Rego : l'homme du pavillon.
- 1992 : Isabelle Eberhardt, de Ian Pringle (en) : Barrucand.
- 1996 : Les Bidochon de Serge Korber : l'inspecteur des impôts.

### Télévision
- 1986 : Le Maestro, de Serge Korber, avec Alain Doutey, Sophie Barjac et  Catherine Bardin[7].
- 1988 : Sueurs froides : La Panne, de Michel Leroy.

### Doublage
- Claude Villers a doublé la voix du chat dans l'adaptation en dessin animé des Contes du chat perché de Marcel Aymé.
- Il est la voix off d'un document vidéo interne de McDonald's, destiné aux nouveaux employés.
- Il est la voix off d'un spectacle sur l'Aquitaine qui retrace la fin de la guerre de Cent Ans, à Castillon-la-Bataille en Gironde.
- Il est la voix off du documentaire À bord du « Normandie » (France, 2006, 52 minutes) avec Éric Lange.